# 齐云山 (黄山山脉)
29°48′30″N 118°01′57″E / 29.80833°N 118.03250°E
齐云山，古稱白嶽，位於中國安徽省休宁县齐云山镇，是中国四大道教名山之一，与黄山、九华山并称皖南三大名山，先后被列为国家重点风景名胜区、国家森林公园、国家地质公园、国家4A级景区。《太平寰宇記》载:「白嶽山在(休寧)西四十里」，明嘉靖年間以「一石插天，直入雲端，與碧雲齊」而改名为齐云山。

## 景觀
齐云山位于徽州盆地，海拔585米，面积约110平方公里。齐云山风景区面积60平方公里，分为月华街、楼上楼、云岩湖、横江、南山五大景区，风格迥异，各具特色，“危崖神奇峰，绝壁布幽洞，岩额泻银瀑，幻景变无穷。”整合起一幅大写意、多色调、斑斓恢弘的山水画卷。在这幅美丽神奇的画卷中，矗立着36座奇峰，散布着72处怪岩，隐藏着诸多幽洞、涧池，其中卓立玲珑的香炉峰、巧夺天工的天桥岩、幽幻莫测的真仙洞、清秀静逸的云岩湖、抛金洒玉的珠帘泉、精致小巧的小壶天。

## 文化
齐云山以道教文化和丹霞地貌著称，有幽、丽、奇、险的特色，傳為真武大帝顯化之地，號稱小武當山。本山道教始于唐代乾元年间（公元758－760年），至明代，崇奉真武大帝，成為聖地，香火更加旺盛，为四大道教名山之一。

## 石刻
齐云山历代题刻甚多，现存摩崖石刻305处，碑刻232块，其中年代最早的刻于北宋大观年间，大多为明清两朝所刻。规模最大的石刻为玉虚宫紫霄崖下《紫霄玄帝碑铭》，高7.6米，宽1.4米，为明代唐寅所题。齐云山石刻2006年被列为第六批全国重点文物保护单位。

## 題詠
- 白嶽寄懷（宋•朱晞顔）

林間留我住多時，似與煙霞夙有期。

野老烹茶來獻客，巖猨偷果去呼兒。

靜思世上千年事，不值山中一局棋。

欲說行藏舒卷意，洞天惟有白雲知。

- 白嶽（元•鄭玉）

名冠江南第一山，乾坤故設石門關。

重重煙樹微茫裏，簇簇峰巒縹緲間。

五夜松聲驚鶴夢，半龕燈影伴人閒。

忽聞環珮珊珊度，知是神仙月下還。

- 登白嶽（明•陳向廷）

封內神皋北斗壇，上清宮闕出雲端。

層崖鸞去簫聲遠，白晝龍歸玉殿寒。

浩蕩幾人同選勝，陰晴千克此憑欄。

向來何處皈依地，應笑浮生一宰官。

- 詠齊雲山（明•唐寅）

搖落郊園九月餘，秋山今日喜登初。

霜林著色皆成畫，雁字排空半草書。

面蘗才交情誼厚，孔方兄與往來疏。

塞翁得失渾無累，胸次悠然覺靜虛。

## 圖集
- 洞天福地遗址
- 寿字岩
- 一天门
- 真仙洞府
- 二天门
- 月华天街
- 三天门
- 玄天太素宫、玄天金阙坊遗址
- 香炉峰
- 玉虚宫